# Noa (Brassó)
Noa (románul: Noua, németül: Tannenau) Brassó városrésze. A város délkeleti részén található, Derestyével összefügg; közigazgatásilag Noát és Derestyét egyetlen városnegyedként tartják számon (Noua-Dârste). A 19. század végétől kezdett beépülni, a 20. század közepén zsúfolt tömbháznegyedet építettek ide. Heterogén városrész, számos kikapcsolódási lehetőséggel (tó, kalandpark, városi állatkert).

## Fekvése
A város délkeleti részén, a Keresztényhavas egyik keleti nyúlványa, az úgynevezett Égett-tető (németül Brandstätte, románul Coasta Vătafului, 762 m) tövében helyezkedik el, 650 méteres tengerszint feletti magasságon. Derestyével összefügg, autóval csak Derestyén keresztül lehet megközelíteni, észak felé (az Astra-negyed irányába) csak néhány erdészút vezet.

## Története
Régészeti feltárások során (Julius Teutsch, 1903) ezen a helyen azonosították a késő bronzkori földművelő-pásztorkodó, gazdag tárgyi hagyatékú úgynevezett Noua-kultúrát (i.e. 14–13. század), mely egész Erdélyben, sőt még Moldvában is elterjedt.
Első épületei gazdag brassóiak nyaralói, villái voltak a 19. század végén, és kezdetben a brassói elit legelőkelőbb üdülőtelepeként szolgált. A hegyekkel, erdőkkel körülvett telep bejáratánál volt a Vadászok háza, ezt követték a Flechtenmacher, Verzár, Dworak villák, de itt építtetett magának nyaralót Czell Vilmos gyáros és Teohar Alexi nyomdatulajdonos is. Schmidt Jakab itt alapította meg Elysium nevű, a 20. század elején igen felkapott szász jellegű vendéglőjét. A telepen áthaladt a Bertalan–Hosszúfalu-vasútvonal, melynek két megállója is volt itt (a Noa nyaraló állomásépülete fennmaradt; ma lakóház).
1910-ben 292 lakosából 221 volt román, 39 magyar és 30 német anyanyelvű; 219 ortodox, 36 római katolikus és 28 evangélikus vallású. A korabeli térképeken Satu noă (új falu) néven jelent meg; a Noa név az „új” jelentésű, román noua melléknévből ered.
Az 1930-as évek végén még mindig fenyvesekkel körülvett vadregényes nyaralóhelyként írják le. Octav Șuluțiu megjegyzi, hogy a civilizáció vívmányai még nem érték el a már igen elmaradottnak számító Noát, ennek azonban az az előnye, hogy nem rohanja le minden nyáron a bukaresti turisták özöne.
Az utcákat csak az 1950-es években nevezték el, korábban a negyedben nem voltak utcanevek.
A kommunizmus idején tömbháznegyedet építettek a völgybe, melynek sok villa és a vasút is áldozatul esett; a negyed nyugati része azonban megmaradt falusias jellegű kertvárosnak. A Noa-tavat szabályozták és megnagyobbították, közepén mesterséges szigetet alakítottak ki. 1960-ban itt alapították meg a város állatkertjét. 2008-ban megnyitották a tíz különböző nehézségű pályával rendelkező kalandparkot. 2011-ben a korábbi városi strand helyén átadták az aquaparkot, mely felavatásakor Románia leghosszabb vízicsúszdáival büszkélkedett. 2012-ben parkot és piknikező helyet létesítettek a tó körül.
2011-es adatok szerint Derestyével együtt 19 334 lakosa van.

## Látnivalók
- Noa-tó: négy hektár területű halastó, közepén kis szigettel, csónakbérlési lehetőséggel. A brassóiak a tavat már a középkorban is halászatra használták.[3] 1917–18-ban a befagyott Noa-tavon játszottak először Erdélyben jégkorongmeccset.[9] 1959-ben szabályozták és kikapcsolódásra használták, azonban az 1980-as években elhanyagolták és lepusztult. A 2010-es években rendbehozták.[10]
- Városi állatkert, kalandpark, aquapark
- Erdei ösvények, források; leghíresebbek a Károly-forrás (Karlsquelle) és a Rablókút (Räuberbrunnen).[9] Több túraösvény is indul innen: a Keresztényhavasra a sárga háromszöggel, Alsótömös felé a piros sávval jelölt út.[12]

## Képek

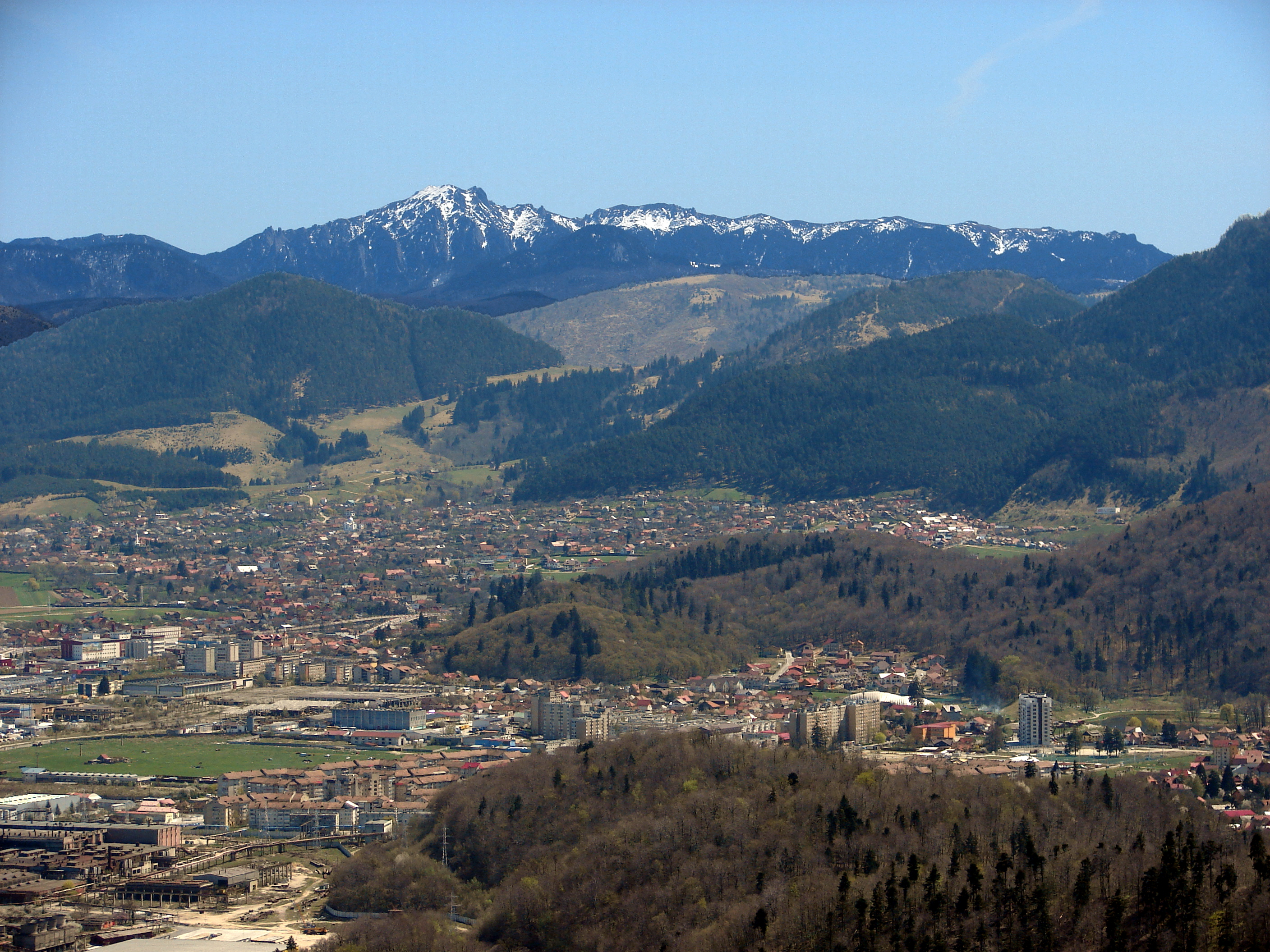
Panoráma (Noa a kép jobb alsó részén)
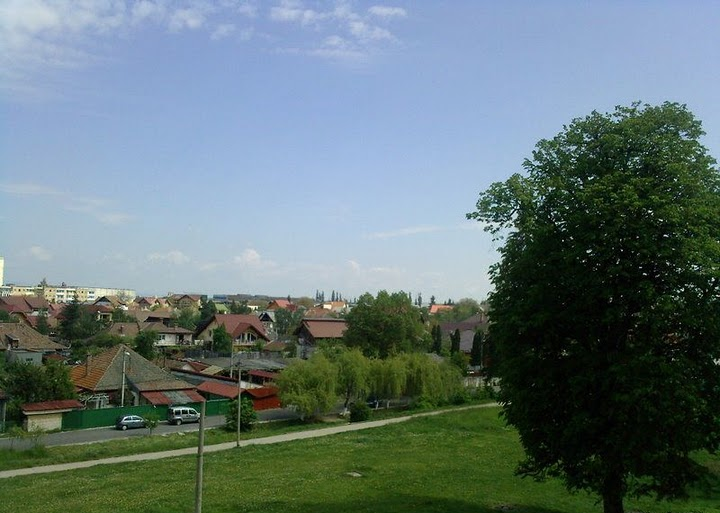
Részlet a negyedből
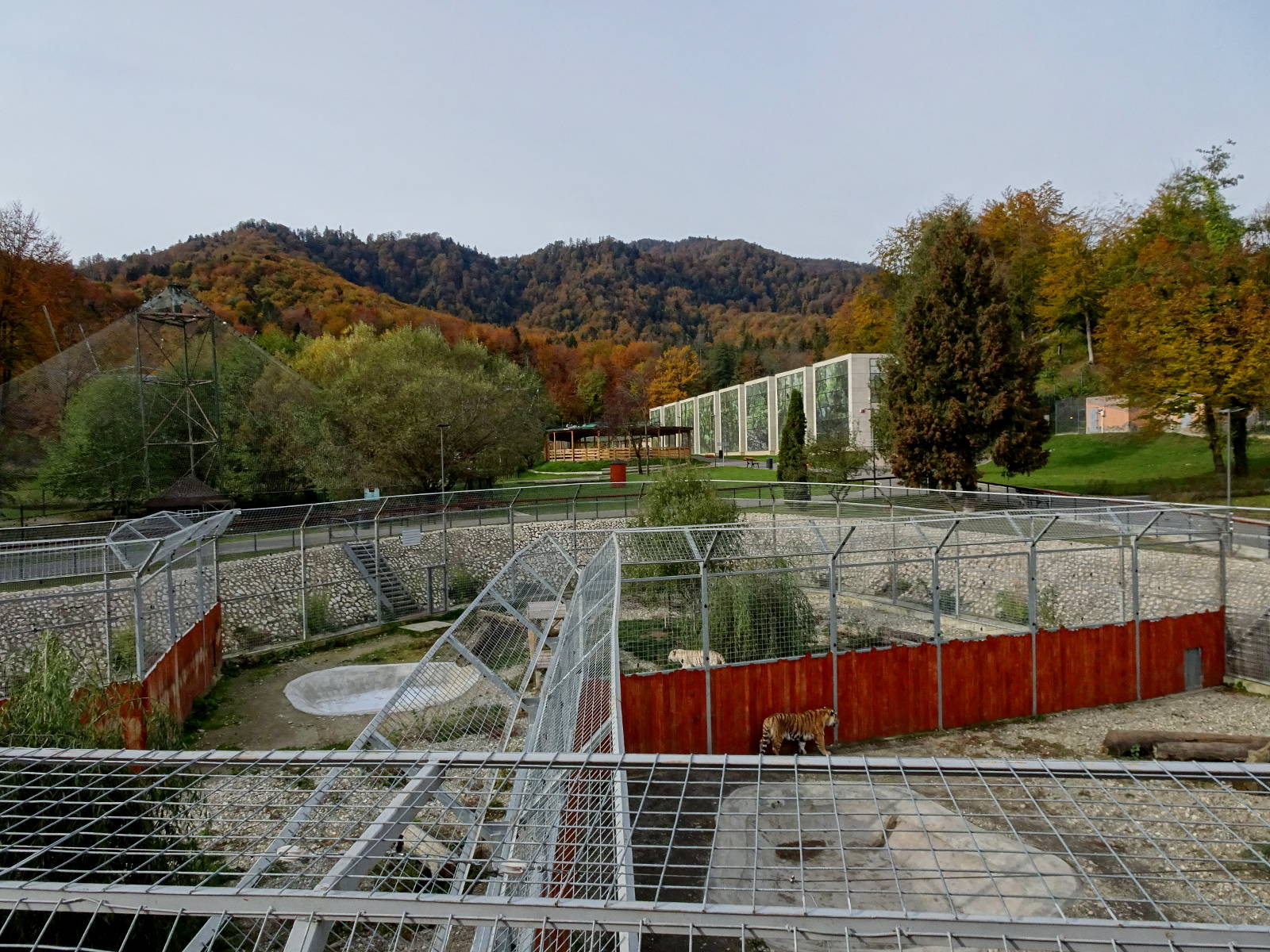
Állatkert
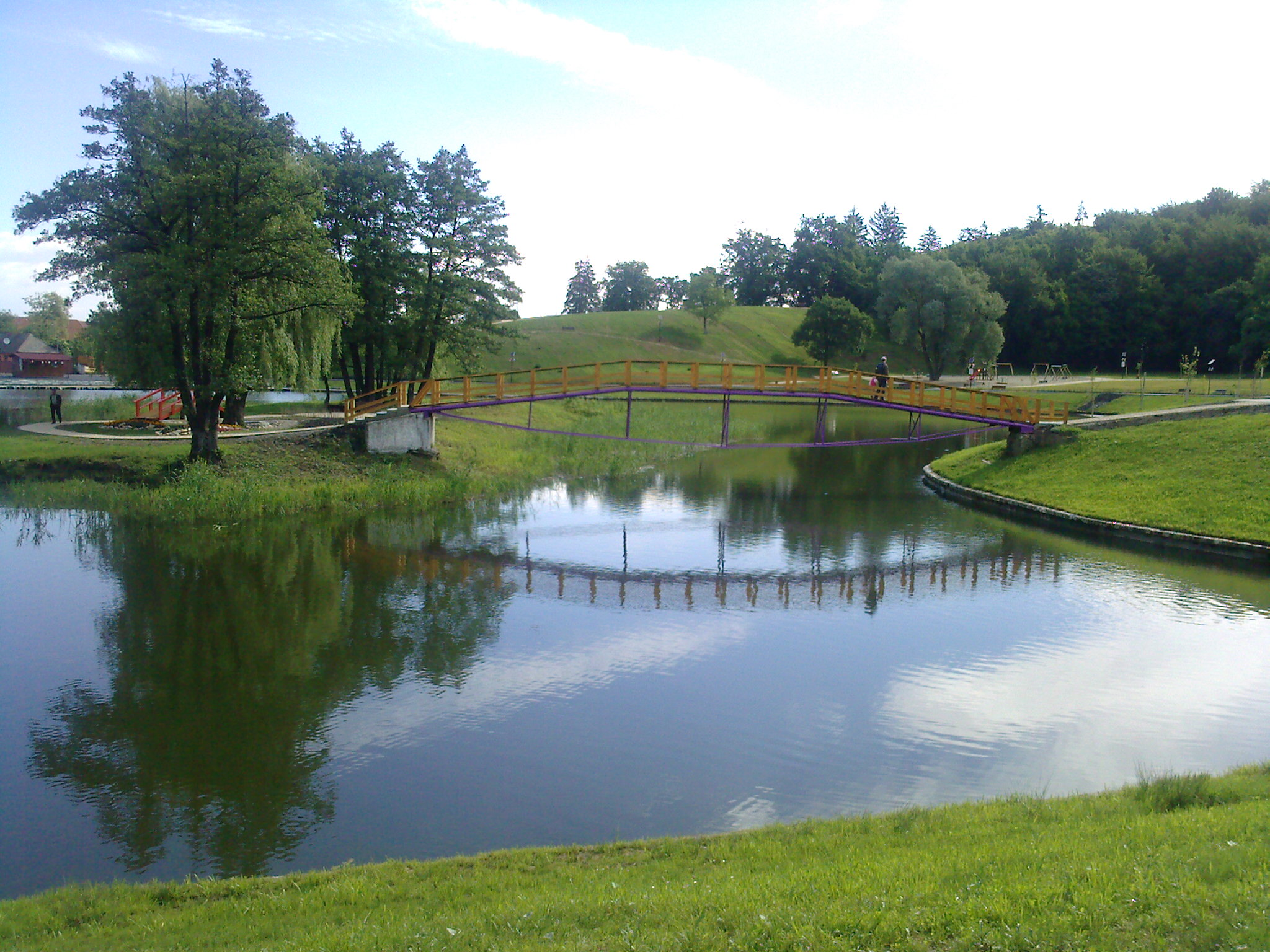
A noai tó nyáron
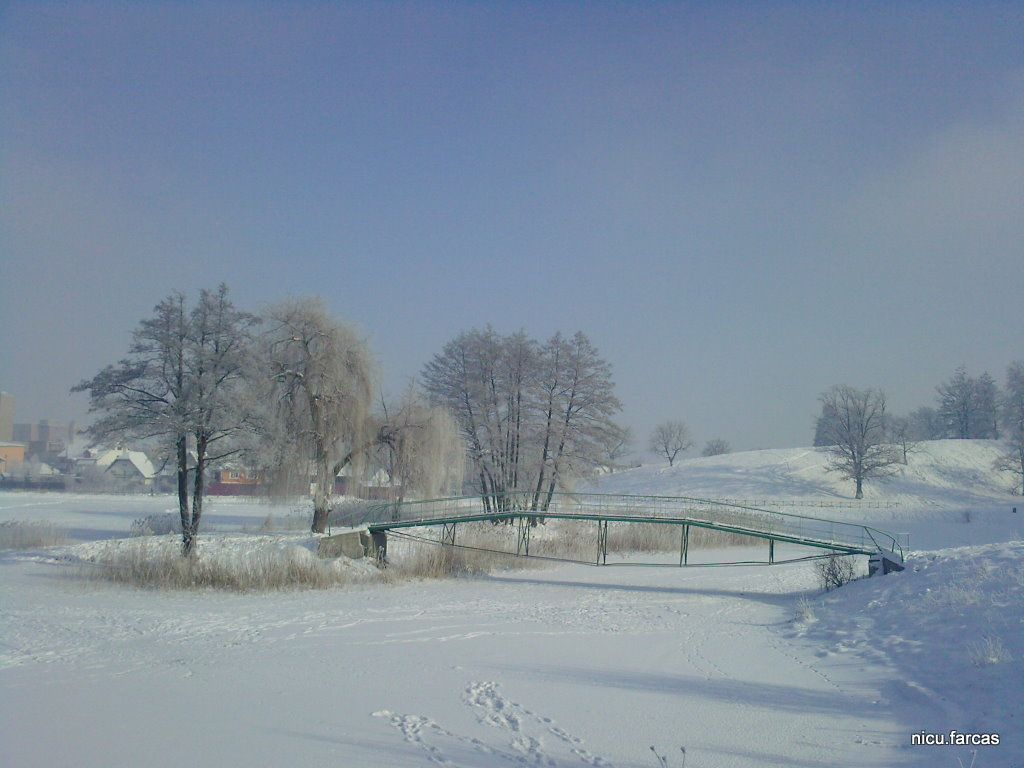
A noai tó télen